# Dario Cassuto
Dario Cassuto (Livorno, 19 giugno 1850 – Livorno, 5 dicembre 1920) è stato un politico e avvocato italiano.

## Biografia
Nato da una famiglia di agiati commercianti livornesi, si laurea in giurisprudenza presso l'Università di Pisa nel 1874, è avvocato. Viene eletto consigliere comunale di Livorno nel 1881, poi è assessore comunale e prosindaco. Ha ricoperto anche il ruolo Consigliere provinciale di Livorno e di membro della Deputazione provinciale livornese dal 10 dicembre 1889 al 15 maggio 1895.
Viene iniziato in Massoneria nella Loggia "Giordano Bruno" di Livorno, ne fu il Maestro Venerabile e nel 1899 divenne Consigliere dell'Ordine del Grande Oriente d'Italia.
Fu deputato per tre legislature consecutive, dal 1904 al 1919, quando viene nominato senatore. Morì il 5 dicembre 1920 all'età di 70 anni.
Dopo la morte gli venne intitolata una via nel centro di Livorno.